# سفارة نيوزيلندا في واشنطن العاصمة
سفارة نيوزيلندا في الولايات المتحدة هي التمثيلية الرسمية وسفارة نيوزيلندا في الولايات المتحدة.

## مقالات ذات صلة
- سفارة كرواتيا في واشنطن العاصمة
- سفارة ليبيا في واشنطن العاصمة
- سفارة روسيا في واشنطن العاصمة